# 黄球小檗
黄球小檗（学名：Berberis chrysosphaera）为小檗科小檗属的植物，是中国的特有植物。分布在中国大陆的西藏等地，生长于海拔2,700米至3,000米的地区，多见于河谷花岗岩峭壁及林中，目前尚未由人工引种栽培。